# ナームニェーチの聖母マリア教会
ナームニェーチの聖母マリア教会（チェコ語: Kostel Nanebevzetí Panny Marie a svatého Jana Křtitele、洗礼者聖ヨハネと被昇天の聖母の教会）はチェコ中央ボヘミア州クトナー・ホラの北東に位置するゴシックおよびバロック・ゴシック様式の教会。ユネスコの世界遺産リストに「クトナー・ホラの聖バルボラ教会のある歴史地区とセドレツの聖母マリア大聖堂」の一部として登録されている。プシェミスル朝末期に建築されたこの教会はチェコのゴシック建築物のうち最も重要なものの一つである。また、最古のバロックゴシック様式の一例として重要視される（チェコのバロック建築家、ヤン・ブラジェイ・サンティーニ＝アイチェルに紐付けられる）。

## 歴史
教会ははじめ1300年頃にフランスのゴシック様式の大聖堂を模して作られた最初の教会として建設され、ボヘミア王国の中でも最も大きなゴシック建築の一つであった。この教会は、1142年に創設されたチェコにおいて最も古い修道院であるシトー会のセドレツ大修道院の一部であった古い教会の場所に建てられた。この修道院はフス派によって1421年に焼き落とされ、それから2世紀の間、教会は廃墟のままであった。
1700年、セドレツ大修道院の院長であったインジフ・スノペクは教会の再建を決定した。再建工事は建築家のパベル・イグナーツ・バイエルによって指揮された。3年後、ズブラスラフでシトー会の為に働いていたヤン・ブラジェイ・サンティーニ＝アイチェルを新たな建築家として迎えた。ヤンはバロック・ゴシックと呼ばれる彼独自の様式で工事を完了した。この教会においてヤンの最も印象的な作業は、立派なヴォールトとマトゥーシュ・ヴァーツラフ・イェッケルの彫刻によって装飾された教会の正壁である。教会は1708年に聖別された。
教会は18世紀初頭にも改築されたが、東側礼拝堂、聖歌隊席、袖廊の元々の外観は保存されるものであった。

## 画像

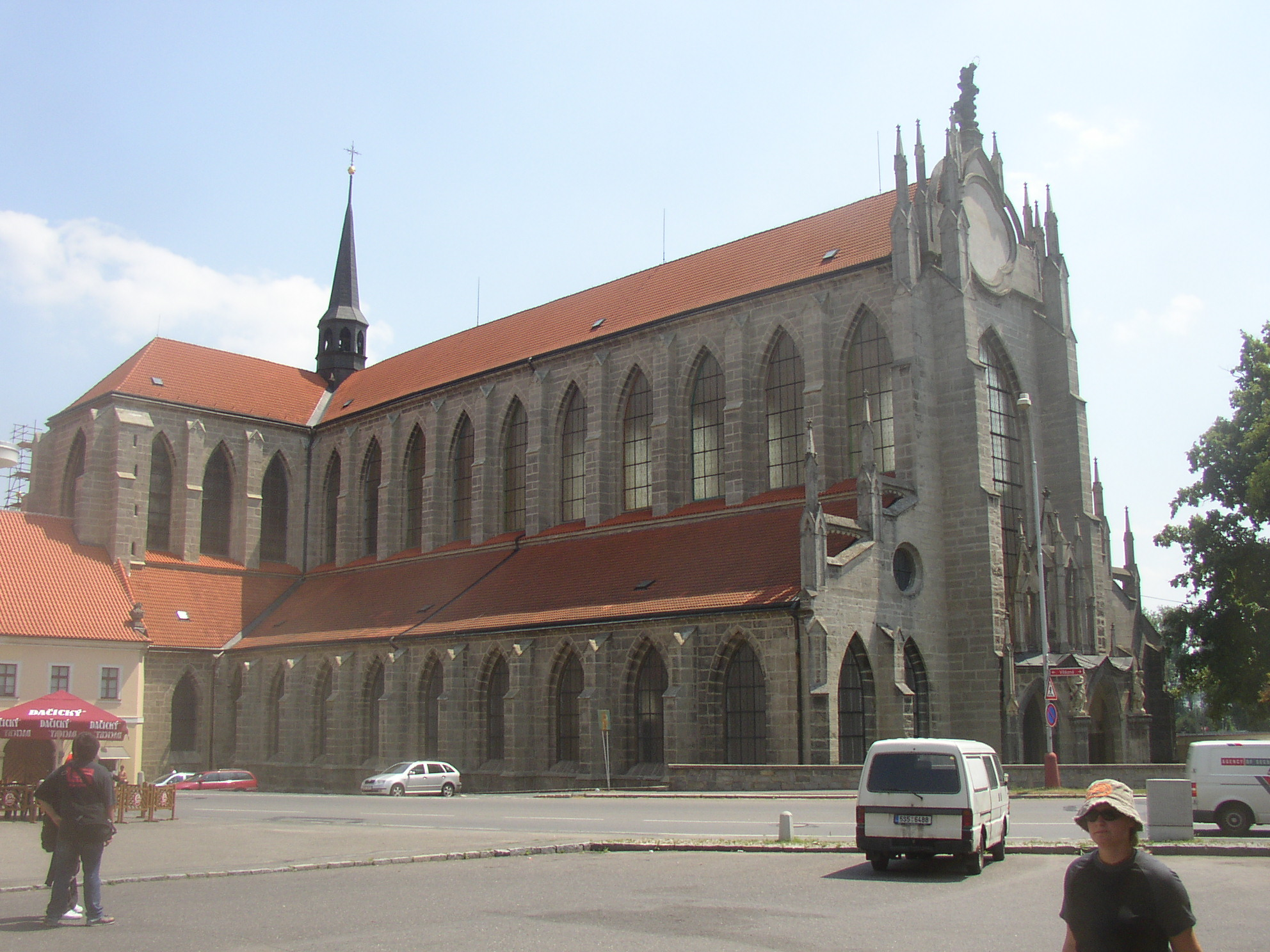
セドレツ大聖堂
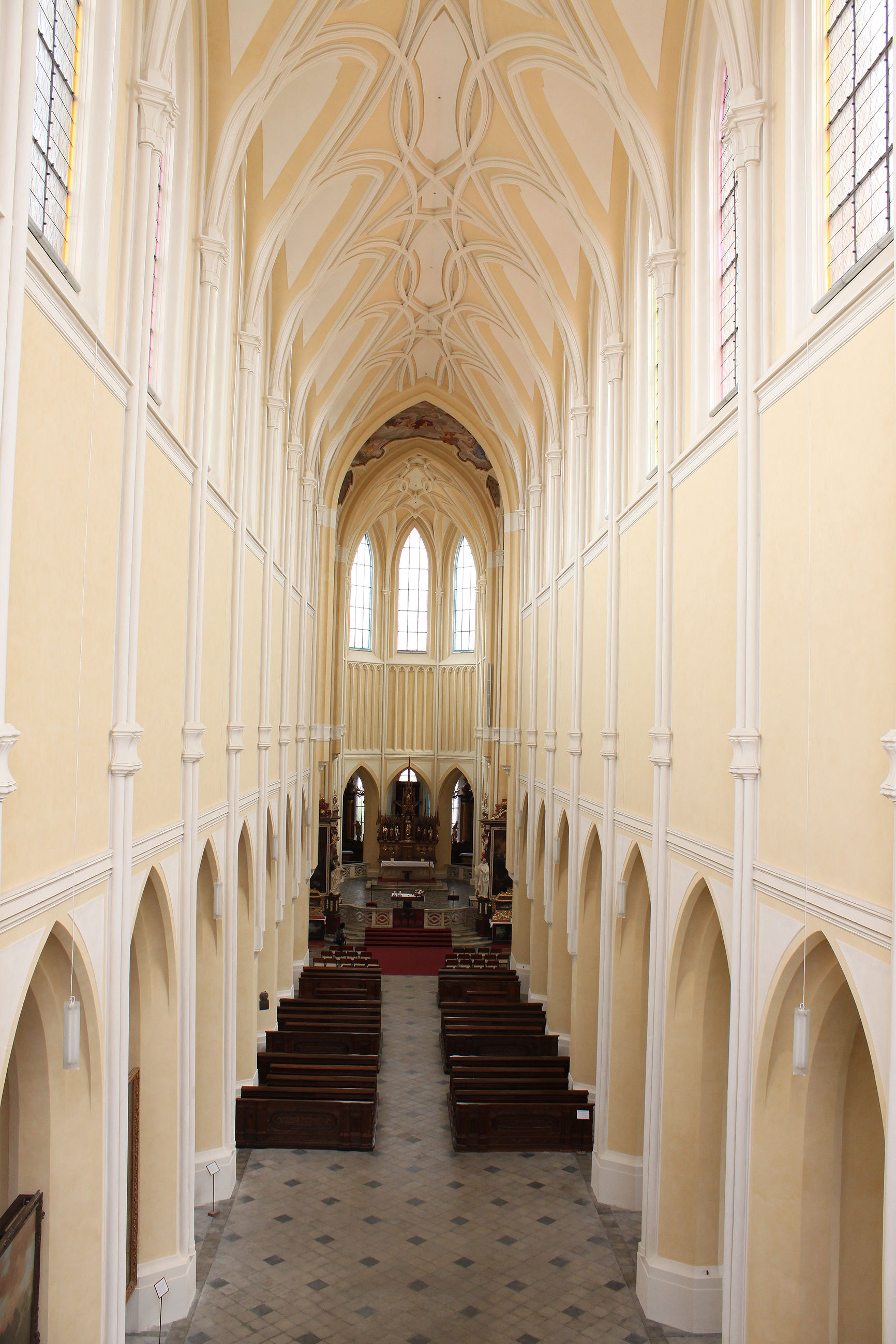
教会内装
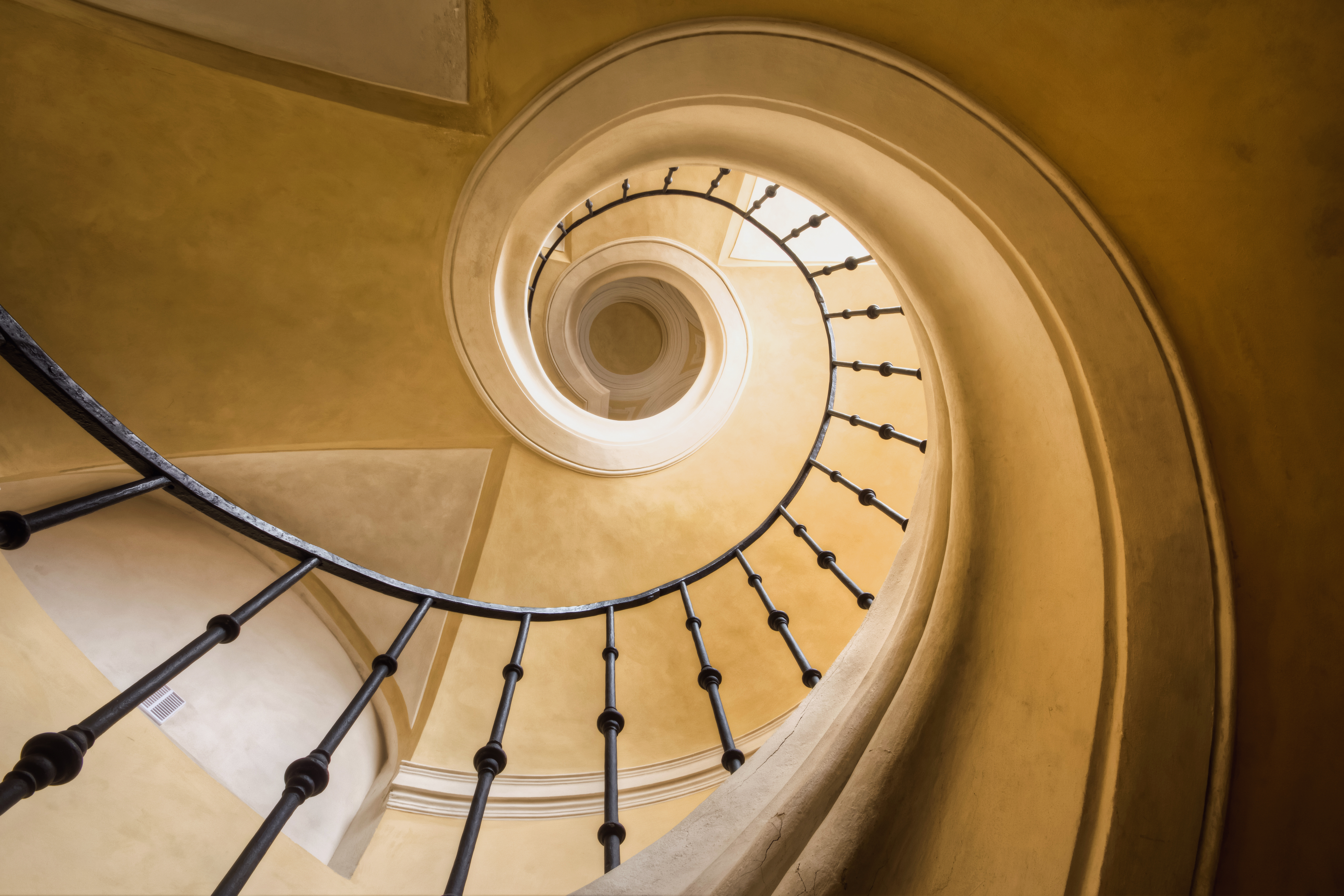
チェコの建築家ヤン・ブラジェイ・サンティーニ＝アイチェルによる螺旋階段
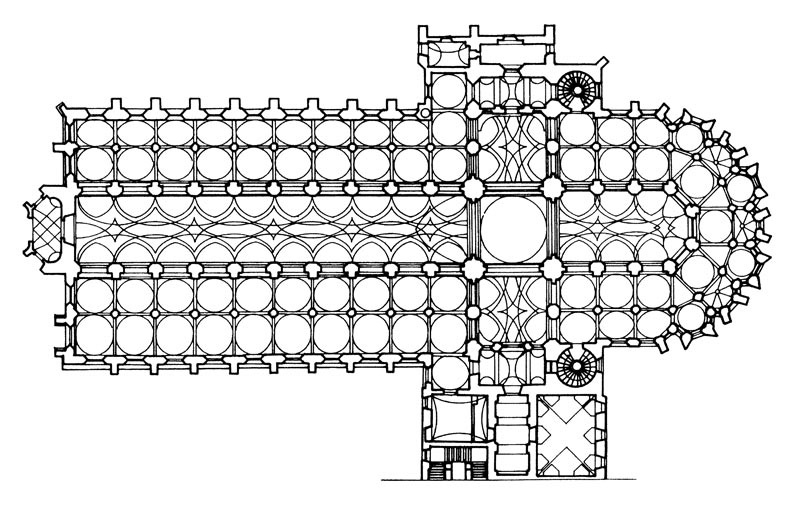
教会平面図
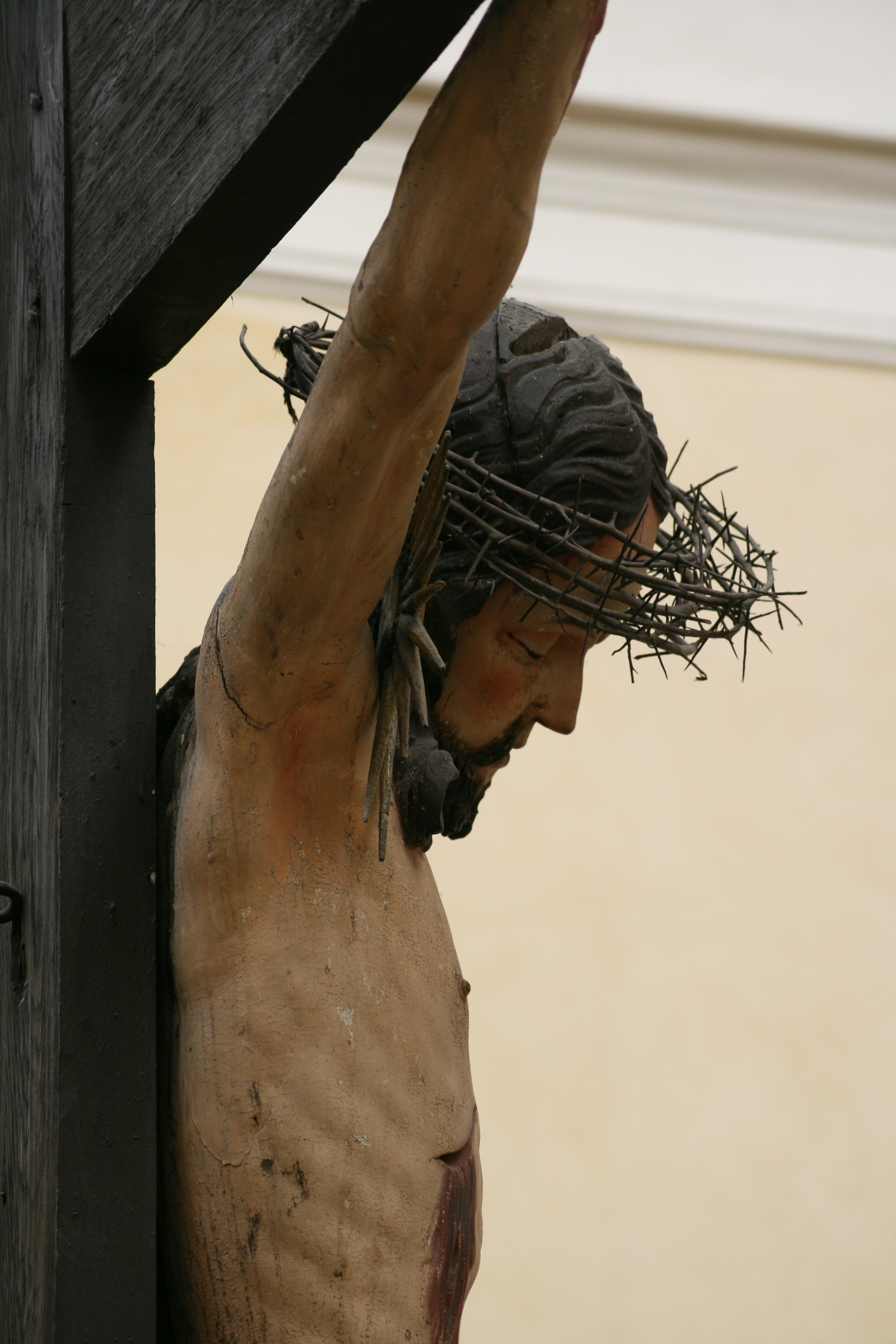
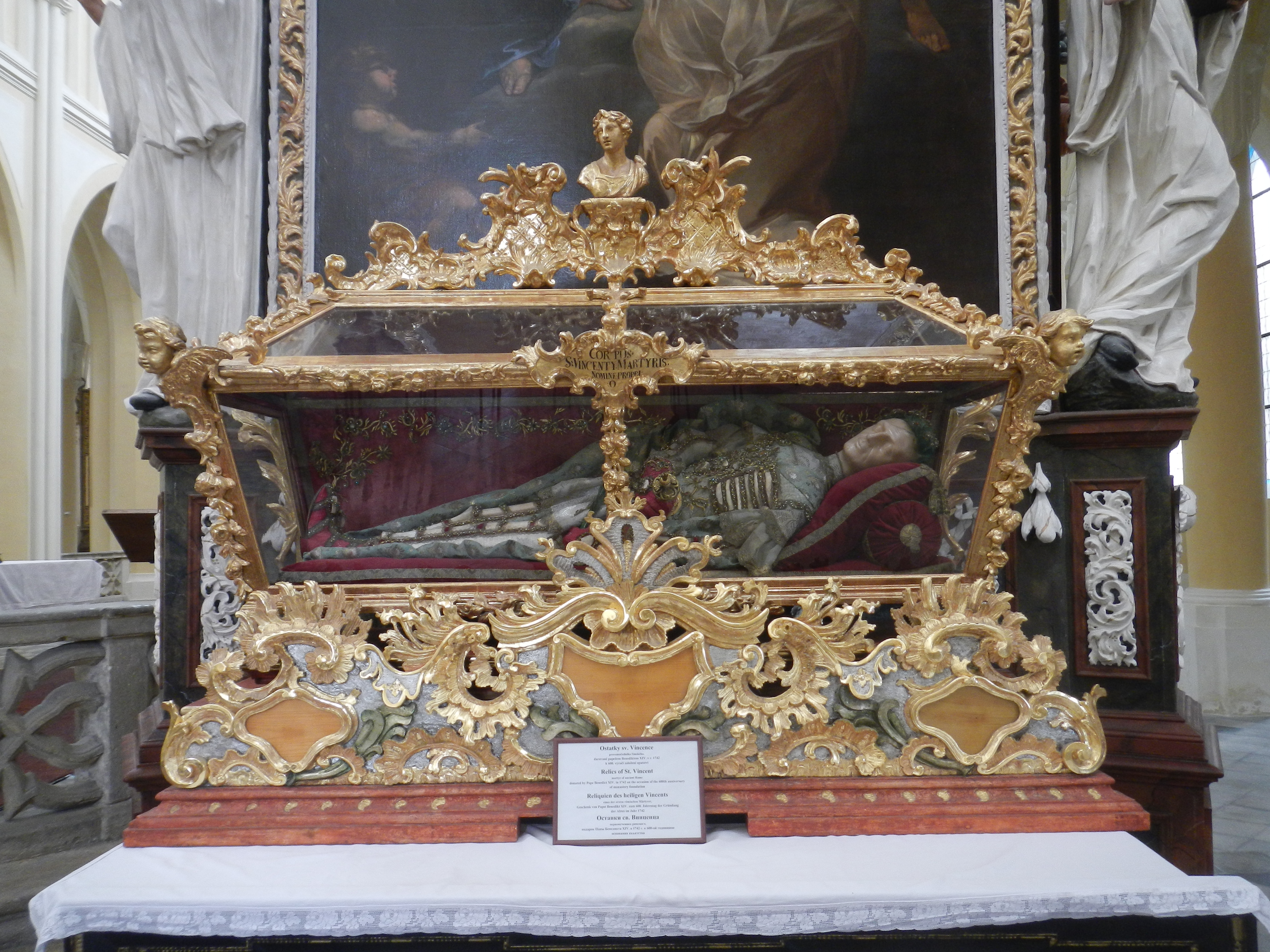
聖ヴィンセンシオ・ア・パウロ（ヴァンサン・ド・ポール）の聖遺物が収められた聖遺物箱